# فيكي باوم
فيكي باوم (بالألمانية: Vicki Baum )‏ (و. 1888 – 1960 م) هي ممرضة، وكاتبة سيناريو، وكاتِبة، وصحفية من الولايات المتحدة، والنمسا، ولدت في فيينا، توفيت في هوليوود، عن عمر يناهز 72 عاماً، بسبب ابيضاض الدم.

## وصلات خارجية
- فيكي باوم على موقع IMDb (الإنجليزية)
- فيكي باوم على موقع الموسوعة البريطانية (الإنجليزية)
- فيكي باوم على موقع مونزينجر (الألمانية)
- فيكي باوم على موقع ألو سيني (الفرنسية)
- فيكي باوم على موقع ميوزك برينز (الإنجليزية)
- فيكي باوم على موقع أول موفي (الإنجليزية)
- فيكي باوم على موقع قاعدة بيانات برودواي على الإنترنت (الإنجليزية)
- فيكي باوم على موقع قاعدة بيانات الأفلام السويدية (السويدية)
- فيكي باوم على موقع إن إن دي بي (الإنجليزية)
- فيكي باوم على موقع قاعدة بيانات الفيلم (الإنجليزية)